# Lei potencial de Stevens
| Contínuo            | Expoente ({\displaystyle a}) | Condição de estímulo             |
| ------------------- | ---------------------------- | -------------------------------- |
| Sonoridade          | 0.67                         | Pressão sonora de 300 Hz         |
| Vibração            | 0.95                         | Amplitude de 60 Hz no dedo       |
| Vibração            | 0.6                          | Amplitude de 250 Hz no dedo      |
| Brilho              | 0.33                         | 5° alvo no escuro                |
| Brilho              | 0.5                          | Fonte pontual                    |
| Brilho              | 0.5                          | Flash breve                      |
| Brilho              | 1                            | Fonte pontual com flash breve    |
| Luminosidade        | 1.2                          | Reflectância em papeis cinzentos |
| Comprimento visual  | 1                            | Linha projetada                  |
| Área visual         | 0.7                          | Praça projetada                  |
| Vermelhidão         | 1.7                          | Mistura vermelho-cinza           |
| Sabor               | 1.3                          | Sacarose                         |
| Sabor               | 1.4                          | Cloreto de sódio                 |
| Sabor               | 0.8                          | Sacarina                         |
| Odor                | 0.6                          | Heptano                          |
| Frio                | 1                            | Contato de metal no braço        |
| Calor               | 1.6                          | Contato de metal no braço        |
| Calor               | 1.3                          | Irradiação na pele, pequena área |
| Calor               | 0.7                          | Irradiação na pele, grande área  |
| Desconforto (frio)  | 1.7                          | Irradiação em todo o corpo       |
| Desconforto (calor) | 0.7                          | Irradiação em todo o corpo       |
| Dor térmica         | 1                            | Calor radiante na pele           |
| Rugosidade tátil    | 1.5                          | Fricção de tecidos de esmeril    |
| Dureza tátil        | 0.8                          | Apertar borracha                 |
| Extensão do dedo    | 1.3                          | Espessura de blocos              |
| Pressão na palma    | 1.1                          | Força estática na pele           |
| Força muscular      | 1.7                          | Contrações estáticas             |
| Peso                | 1.45                         | Levantamento de peso             |
| Viscosidade         | 0.42                         | Agitação de fluídos de silicone  |
| Choque elétrico     | 3.5                          | Corrente através dos dedos       |
| Esforço vocal       | 1.1                          | Pressão sonora vocal             |
| Aceleração angular  | 1.4                          | 5 s de rotação                   |
| Duração             | 1.1                          | Ruídos brancos                   |

A lei potencial de Stevens é uma proposição que estabelece uma relação entre a magnitude de um estímulo físico e a intensidade/força de sua percepção. Ela é frequentemente considerada como uma substituição da lei de Weber-Fechner por uma base em uma ampla variedade de sensação, embora algumas críticas argumentam contra a validade desta lei em virtude da abordagem para o cálculo da intensidade percebida que usa-se em experimentos relevantes. Em dependência, uma distinção foi feita entre (i) psicofísica localizada, onde os estímulos são separados apenas com uma probabilidade determinada e a (ii) psicofísica global, onde o estímulo deve ser determinado corretamente com uma convicção próxima. A lei de Weber-Fechner e o método descrito por L.L. Thurstone são geralmente aplicados na psicofísica localizada, enquanto o método de Stevens é usualmente aplicado na psicofísica global.
A teoria foi nomeada mais tarde pelo psicofísico Stanley Smith Stevens (1906—1973). Embora a ideia de lei potencial tenha sido sugerida por pesquisadores do século XIX, Stevens foi creditado com a retomada dessa lei e a publicação de um conjunto de dados psicofísicos que o apoiaram em 1957.
A forma genérica de lei potencial de Stevens é:
{\displaystyle \psi (I)=kI^{a},\,\!}
onde {\displaystyle I} é a magnitude das sensações evocadas pelos estímulos, ψ(I) é a magnitude subjetiva das sensações evocadas pelos estímulos, a é um expoente que depende do tipo do estímulo e k é a constante da proporcionalidade que depende da unidade utilizada.